# Mistrz E.S.

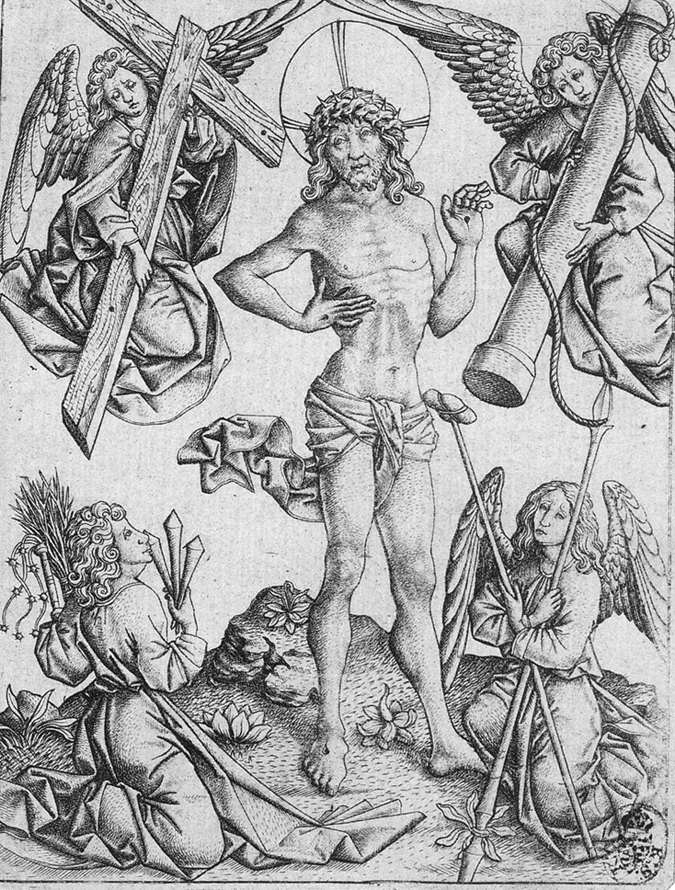
Chrystus Boleściwy, Gabinet Miedziorytów w Dreźnie (L. 55)

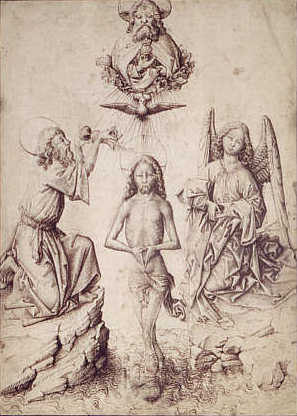
Chrzest Chrystusa rysunek przypisywany Mistrzowi E. S., Luwr

Mistrz E.S. (ur. ok. 1420, zm. ok. 1468) znany także jako Mistrz 1466 – niezidentyfikowany niemiecki grawer, złotnik i grafik.
Jeden z najpłodniejszych sztycharzy XV w., pozostawił po sobie ok. 318 rycin. Nazwa przypisana do niego przez historyków sztuki, Mistrz ES, pochodzi od monogramu ES, który znajduje się na osiemnastu jego grafikach.
Podejmował głównie tematy religijne, m.in. liczne portrety Marii, sceny ze Starego Testamentu, a także świeckie, np. eleganckie damy z kwiatami, fantazyjne inicjały czy sceny miłości dworskiej. Jego doskonałe technicznie miedzioryty jeszcze w XVI w. były używane jako wzorce kompozycji i rysunku postaci przez wielu późnogotyckich artystów.
Stworzył także serię jedenastu rycin do Ars moriendi. Jego twórczość wywarła wpływ na Martina Schongauera.